# Torneos cortos de la Primera División de Uruguay
Los certámenes conocidos como "torneos cortos", son torneos que se disputan dentro de la temporada del Campeonato Uruguayo de Fútbol, y al igual que en muchos países de Latinoamérica, dividen la temporada anual en partes.
Comúnmente existieron dos torneos cortos: los torneos Apertura y Clausura, que sirvieron para dividir el campeonato en dos mitades, cada una con su propio campeón. Se disputan consecutivamente desde 1994 en adelante, salvo en dos temporadas especiales (2005) y (2016) que duraron solo medio año.
A partir de la temporada 2017, se incorporó un tercer torneo corto, el torneo Intermedio, para darle mayor rodaje futbolístico a los equipos de la liga (integrada por solo 16 clubes). Mientras que los torneos Apertura y Clausura se disputan a una ronda de todos contra todos, y el equipo campeón clasifica a la definición por el campeonato, el Torneo Intermedio le entrega al campeón acceso a una competición internacional y a la disputa de la Supercopa Uruguaya.
A su vez, los tres torneos cortos generan puntaje para la Tabla Anual de la temporada, cuyo ganador clasifica automáticamente para la final del Campeonato Uruguayo.

## Formato actual
Los dos torneos se juegan a una única ronda, alternando la localía en el Apertura con respecto al Clausura. El torneo intermedio se disputa entre ambos certámenes. El Torneo Apertura inicia la temporada, y se juega en el segundo semestre del año, mientras que el Clausura -que cierra la temporada- se disputa en la primera mitad del año siguiente. Si el campeón de ambos torneos resulta el mismo equipo, se corona automáticamente campeón uruguayo. En caso contrario, se disputan las finales para concretar el único campeón de la siguiente forma: primero, juegan una semifinal el campeón del Apertura frente al campeón del Clausura; el equipo ganador juega la final definitiva contra el campeón de la Tabla Anual (tabla acumulada de los tres torneos cortos), excepto que resulte ser el mismo equipo.

## Historia
Los torneos Apertura y Clausura se instalaron en la temporada 1994, como una forma de aumentar la emoción de la competencia y aumentar las recaudaciones por venta de entradas. Hasta entonces, el campeonato uruguayo se disputaba siempre con el clásico sistema de liga a dos rondas (salvo algunas variaciones aisladas en temporadas específicas). Entonces, la primera ronda pasó a llamarse Torneo Apertura y la segunda Torneo Clausura. El Torneo Apertura se disputaba en la primera mitad del año y el Clausura en la segunda. En aquel entonces, ambos campeones definían en finales entre sí. 
El primer torneo, el Apertura de 1994, fue obtenido por Defensor Sporting, aunque Peñarol había sido el equipo en obtener mayor puntaje en la cancha, este club fue penado por quita de 4 puntos por incidentes ocurridos en el clásico frente a Nacional, con el fallecimiento de un hincha tricolor. A partir de 1995 se otorgó 3 puntos por partido ganado, y ese año ambos torneos se debieron definir en finales, debido a que la primera posición terminó compartida por dos equipos. En el Apertura, Peñarol doblegó a Liverpool, y en el Clausura, Nacional hizo lo mismo frente al Club Atlético Peñarol.
En 1997, Peñarol resultó campeón uruguayo sin ganar ni el Apertura ni el Clausura. El reglamento de ese año establecía que si el ganador de la Tabla Anual era un equipo diferente, ingresaba a disputar las finales. En el año 1998 no se jugaron finales, ya que Nacional obtuvo por primera vez ambos torneos en la misma temporada, siendo el primer "supercampeón". Este logro fue repetido por Danubio, en la temporada 2006-07.
En 2001, 2002 y 2004, se jugaron los torneos más cortos de la historia, ya que los disputaban solo 10 equipos, y duraban solo 9 fechas cada uno. Esas temporadas se implementó el Torneo Clasificatorio, que se disputaba en la primera mitad del año, y clasificaba a los 10 mejores equipos para los torneos cortos. El Apertura se jugaba en la primera mitad del segundo semestre (tercer trimeste) y el Clausura en el final de temporada.
Vistas las injusticias que estos sistemas produjeron sobre el equipo más regular de la temporada (el equipo que sumaba más puntos muchas veces resultó ser superado en finales por un equipo menos ganador), a partir de 2003 se le otorgó una ventaja al equipo que ganara la Tabla Anual sobre sus rivales. El primer equipo en aprovechar esta ventaja fue Peñarol sobre Nacional, y desde entonces, el equipo ganador de la Tabla Anual siempre se ha coronado campeón uruguayo, salvo una única excepción, producida en temporada 2008-09 cuando Nacional derrotó a Defensor Sporting luego de 6 partidos. En la "temporada 2005" no hubo Apertura ni Clausura, ya que se jugó un torneo uruguayo de solo un semestre para ajustar la temporada al calendario europeo. Desde la temporada 2005-06 se impuso el actual formato, que con el tiempo solo ha tenido pequeñas variaciones y correcciones, hasta el año 2016 donde, en el primer semestre se disputó el Campeonato Uruguayo de Primera División 2015-16, donde Peñarol se proclamó campeón tras obtener el Torneo Apertura y ganar la tabla anual, para luego derrotar a Plaza Colonia en la semifinal 3 a 1. En la segunda mitad de ese año, se disputó el Campeonato Uruguayo Especial, donde En la última fecha, el Club Nacional de Football se coronó campeón del torneo, con 34 puntos. En el año 2017 se retorna al sistema de disputa anual.

## Palmarés Torneo Apertura
- Fuente:[1]

### Campeones por año
- Nota 1: Contabilizados 3 puntos por victoria y 1 por empate.
- Nota 2: Entre paréntesis los puntos obtenidos en el Torneo.

| Temporada | Campeón                | Subcampeón             | Desempate              |
| --------- | ---------------------- | ---------------------- | ---------------------- |
| 1994      | Defensor Sporting (24) | Basáñez (22)           | -                      |
| 1995      | Peñarol (25)           | Liverpool (25)         | Peñarol 2–0 Liverpool  |
| 1996      | Peñarol (23)           | Defensor Sporting (22) | -                      |
| 1997      | Nacional (25)          | River Plate (22)       | -                      |
| 1998      | Nacional (27)          | Bella Vista (20)       | -                      |
| 1999      | Nacional (34)          | Defensor Sporting (33) | -                      |
| 2000      | Nacional (44)          | Danubio (36)           | -                      |
| 2001      | Danubio (22)           | Peñarol (21)           | -                      |
| 2002      | Nacional (25)          | Peñarol (21)           | -                      |
| 2003      | Nacional (44)          | Peñarol (38)           | -                      |
| 2004      | Nacional (21)          | Defensor Sporting (20) | -                      |
| 2005      | Rocha (33)             | Nacional (31)          | -                      |
| 2006      | Danubio (34)           | Peñarol (32)           | -                      |
| 2007      | Defensor Sporting (35) | Danubio (31)           | -                      |
| 2008      | Nacional (32)          | Danubio (32)           | Nacional 2–1 Danubio   |
| 2009      | Nacional (36)          | Liverpool (29)         | -                      |
| 2010      | Defensor Sporting (30) | Nacional (29)          | -                      |
| 2011      | Nacional (32)          | Danubio (31)           | -                      |
| 2012      | Peñarol (36)           | Defensor Sporting (32) | -                      |
| 2013      | Danubio (32)           | River Plate (31)       | -                      |
| 2014      | Nacional (42)          | Racing (32)            | -                      |
| 2015      | Peñarol (31)           | Nacional (30)          | -                      |
| 2017      | Defensor Sporting (36) | Nacional (35)          | -                      |
| 2018      | Nacional (38)          | Peñarol (36)           | -                      |
| 2019      | Peñarol (31)           | Fénix (28)             | -                      |
| 2020      | Rentistas (28)         | Nacional (28)          | Rentistas 1–0 Nacional |
| 2021      | Plaza Colonia (36)     | Nacional (29)          | -                      |
| 2022      | Liverpool (32)         | Nacional (28)          | -                      |
| 2023      | Peñarol (34)           | Nacional (29)          | -                      |
| 2024      | Peñarol (41)           | Nacional (34)          | -                      |
| 2025      | Liverpool (32)         | Nacional (31)          | -                      |

### Títulos por equipo
| Equipo            | Títulos | Subtítulos | Años Campeón                                                           |
| ----------------- | ------- | ---------- | ---------------------------------------------------------------------- |
| Nacional          | 12      | 10         | 1997, 1998, 1999, 2000, 2002, 2003, 2004, 2008, 2009, 2011, 2014, 2018 |
| Peñarol           | 7       | 5          | 1995, 1996, 2012, 2015, 2019, 2023, 2024                               |
| Defensor Sporting | 4       | 4          | 1994, 2007, 2010, 2017                                                 |
| Danubio           | 3       | 4          | 2001, 2006, 2013                                                       |
| Liverpool         | 2       | 3          | 2022, 2025                                                             |
| Rocha             | 1       | -          | 2005                                                                   |
| Rentistas         | 1       | -          | 2020                                                                   |
| Plaza Colonia     | 1       | -          | 2021                                                                   |
| River Plate       | -       | 2          | ----                                                                   |
| Basáñez           | -       | 1          | ----                                                                   |
| Bella Vista       | -       | 1          | ----                                                                   |
| Racing            | -       | 1          | ----                                                                   |
| Fénix             | -       | 1          | ----                                                                   |

## Palmarés Torneo Intermedio

### Campeones por año
- Nota 1: Contabilizados 3 puntos por victoria y 1 por empate.
- Nota 2: Entre paréntesis los puntos obtenidos en el Torneo.

| Temporada | Campeón        | Subcampeón                | Final                                      |
| --------- | -------------- | ------------------------- | ------------------------------------------ |
| 2017      | Nacional (19)  | Defensor Sporting (17)    | Nacional 1–0 Defensor Sporting             |
| 2018      | Nacional (17)  | Torque (13)               | Nacional 3–2 Torque                        |
| 2019      | Liverpool (18) | River Plate (15)          | Liverpool 2–2 (5:4 p.) River Plate         |
| 2020      | Nacional (15)  | Montevideo Wanderers (14) | Nacional 0–0 (4:1 p.) Montevideo Wanderers |
| 2022      | Nacional (19)  | Liverpool (14)            | Nacional 1–0 Liverpool                     |
| 2023      | Liverpool (16) | Defensor Sporting (14)    | Liverpool 1–0 Defensor Sporting            |
| 2024      | Nacional (16)  | Peñarol (14)              | Nacional 1-1 (8:7 p.) Peñarol              |
| 2025      | Peñarol (16)   | Nacional (21)             | Peñarol 0-0 (5:3 p.) Nacional              |

### Títulos por equipo
| Equipo                 | Títulos | Subtítulos | Años Campeón                 |
| ---------------------- | ------- | ---------- | ---------------------------- |
| Nacional               | 5       | 1          | 2017, 2018, 2020, 2022, 2024 |
| Liverpool              | 2       | 1          | 2019, 2023                   |
| Peñarol                | 1       | 1          | 2025                         |
| Defensor Sporting      | -       | 2          | ----                         |
| Montevideo City Torque | -       | 1          | ----                         |
| River Plate            | -       | 1          | ----                         |
| Montevideo Wanderers   | -       | 1          | ----                         |

## Palmarés Torneo Clausura

### Campeones por año
- Nota 1: Contabilizados 3 puntos por victoria y 1 por empate.
- Nota 2: Entre paréntesis los puntos obtenidos en el Torneo.

| Temporada | Campeón                   | Subcampeón             | Desempate                     |
| --------- | ------------------------- | ---------------------- | ----------------------------- |
| 1994      | Peñarol (30)              | Nacional (24)          | -                             |
| 1995      | Nacional (27)             | Peñarol (27)           | Nacional 2–2 Peñarol (5:3 p.) |
| 1996      | Nacional (25)             | Rampla Juniors (18)    | -                             |
| 1997      | Defensor Sporting (24)    | Peñarol (23)           | -                             |
| 1998      | Nacional (23)             | Rentistas (22)         | -                             |
| 1999      | Peñarol (38)              | Nacional (29)          | -                             |
| 2000      | Peñarol (42)              | Defensor Sporting (40) | -                             |
| 2001      | Nacional (21)             | Danubio (18)           | -                             |
| 2002      | Danubio (20)              | Peñarol (19)           | -                             |
| 2003      | Peñarol (39)              | Liverpool (31)         | -                             |
| 2004      | Danubio (25)              | Defensor Sporting (19) | -                             |
| 2006      | Nacional (38)             | Defensor Sporting (35) | -                             |
| 2007      | Danubio (32)              | Peñarol (32)           | Danubio 1–1 Peñarol (4:3 p.)  |
| 2008      | Peñarol (37)              | River Plate (37)       | Peñarol 5–3 River Plate       |
| 2009      | Defensor Sporting (34)    | River Plate (30)       | -                             |
| 2010      | Peñarol (43)              | Cerro (29)             | -                             |
| 2011      | Nacional (34)             | Defensor Sporting (28) | -                             |
| 2012      | Defensor Sporting (38)    | Nacional (35)          | -                             |
| 2013      | Defensor Sporting (31)    | Peñarol (30)           | -                             |
| 2014      | Montevideo Wanderers (34) | Peñarol (33)           | -                             |
| 2015      | Peñarol (31)              | River Plate (29)       | -                             |
| 2016      | Plaza Colonia (32)        | Peñarol (27)           | -                             |
| 2017      | Peñarol (42)              | Defensor Sporting (33) | -                             |
| 2018      | Peñarol (36)              | Nacional (30)          | -                             |
| 2019      | Nacional (34)             | Peñarol (34)           | Peñarol 0–2 Nacional          |
| 2020      | Liverpool (34)            | Peñarol (29)           | -                             |
| 2021      | Peñarol (32)              | Nacional (30)          | -                             |
| 2022      | Nacional (34)             | River Plate (30)       | -                             |
| 2023      | Liverpool (35)            | Peñarol (25)           | -                             |
| 2024      | Peñarol (38)              | Nacional (36)          | -                             |

### Títulos por equipo
| Equipo               | Títulos | Subtítulos | Años Campeón                                                     |
| -------------------- | ------- | ---------- | ---------------------------------------------------------------- |
| Peñarol              | 11      | 10         | 1994, 1999, 2000, 2003, 2008, 2010, 2015, 2017, 2018, 2021, 2024 |
| Nacional             | 8       | 6          | 1995, 1996, 1998, 2001, 2006, 2011, 2019, 2022                   |
| Defensor Sporting    | 4       | 5          | 1997, 2009, 2012, 2013                                           |
| Danubio              | 3       | 1          | 2002, 2004, 2007                                                 |
| Liverpool            | 2       | 1          | 2020, 2023                                                       |
| Montevideo Wanderers | 1       | -          | 2014                                                             |
| Plaza Colonia        | 1       | -          | 2016                                                             |
| River Plate          | -       | 4          | ----                                                             |
| Rampla Juniors       | -       | 1          | ----                                                             |
| Rentistas            | -       | 1          | ----                                                             |
| Cerro                | -       | 1          | ----                                                             |

## Palmarés completo
| Equipo                 | Títulos | Subtítulos | Torneo Clasificatorio | Torneo Apertura | Torneo Intermedio | Torneo Clausura | Ediciones ganadas |
| ---------------------- | ------- | ---------- | --------------------- | --------------- | ----------------- | --------------- | --- |
| Nacional               | 25      | 16         | -                     | 12              | 5                 | 8               | 1995-C, 1996-C, 1997-A, 1998-A, 1998-C, 1999-A, 2000-A, 2001-C, 2002-A, 2003-A, 2004-A, 2006-C, 2008-A, 2009-A, 2011-C, 2011-A, 2014-A, 2017-I, 2018-A, 2018-I, 2019-C, 2020-I, 2022-I, 2022-C, 2024-I |
| Peñarol                | 21      | 15         | 2                     | 7               | 1                 | 11              | 1994-C, 1995-A, 1996-A, 1999-C, 2000-C, Clasificatorio 2001, Clasificatorio 2002, 2003-C, 2008-C, 2010-C, 2012-A, 2015-C, 2015-A, 2017-C, 2018-C, 2019-A, 2021-C, 2023-A, 2024-A, 2024-C, 2025-I       |
| Defensor Sporting      | 8       | 11         | -                     | 4               | -                 | 4               | 1994-A, 1997-C, 2007-A, 2009-C, 2010-A, 2012-C, 2013-C, 2017-A |
| Danubio                | 7       | 5          | 1                     | 3               | -                 | 3               | 2001-A, 2002-C, Clasificatorio 2004, 2004-C, 2006-A, 2007-C, 2013-A |
| Liverpool              | 6       | 4          | -                     | 2               | 2                 | 2               | 2019-I, 2020-C, 2022-A, 2023-I, 2023-C, 2025-A |
| Plaza Colonia          | 2       | -          | -                     | 1               | -                 | 1               | 2016-C, 2021-A |
| Rentistas              | 1       | 1          | -                     | 1               | -                 | -               | 2020-A |
| Montevideo Wanderers   | 1       | 1          | -                     | -               | -                 | 1               | 2014-C |
| Rocha                  | 1       | -          | -                     | 1               | -                 | -               | 2005-A |
| River Plate            | -       | 7          | -                     | -               | -                 | -               | ---- |
| Basáñez                | -       | 1          | -                     | -               | -                 | -               | ---- |
| Rampla Juniors         | -       | 1          | -                     | -               | -                 | -               | ---- |
| Bella Vista            | -       | 1          | -                     | -               | -                 | -               | ---- |
| Cerro                  | -       | 1          | -                     | -               | -                 | -               | ---- |
| Racing                 | -       | 1          | -                     | -               | -                 | -               | ---- |
| Montevideo City Torque | -       | 1          | -                     | -               | -                 | -               | ---- |
| Fénix                  | -       | 1          | -                     | -               | -                 | -               | ---- |

## Estadísticas generales
- Hasta 2024, sólo 2 equipos jugaron todas las ediciones de estos campeonatos: Nacional y Peñarol. Además, junto a Defensor Sporting y Danubio ganaron 49 de los 57 campeonatos jugados (87,5%).

- Nacional obtuvo un tetracampeonato de Aperturas (1997-2000) y también un tricampeonato de Aperturas (2002-2004).

- Campeonatos definidos en una final de desempate (dos equipos finalizaron en primera posición):
  - Apertura 1995: Peñarol 2–0 Liverpool.
  - Clausura 1995: Nacional 2–2 (5-3 pen.) Peñarol.
  - Clausura 2006-07: Danubio 1–1 (4–3 pen.) Peñarol.
  - Clausura 2007-08: Peñarol 5–3 River Plate.
  - Apertura 2008-09: Nacional 2–1 Danubio.
  - Clausura 2019: Peñarol 0–2 Nacional.
  - Apertura 2020: Nacional 0–1 (t. s.) Rentistas.

- Torneos cortos definidos por penales:
  - Clausura 1995: Nacional - Peñarol
  - Clausura 2006-07: Danubio - Peñarol
  - Intermedio 2019: Liverpool - River Plate
  - Intermedio 2020: Nacional - Wanderers
  - Intermedio 2024: Nacional - Peñarol
  - Intermedio 2025: Peñarol - Nacional

- Los máximos goleadores en un torneo corto son:  Richard Porta (River Plate) y  Christian Stuani (Danubio), quienes marcaron 19 goles, ambos en el mismo torneo: el Apertura 2007-08 conquistado por Defensor Sporting.

### Definiciones de campeón uruguayo
- Finalizado el Campeonato Uruguayo 2024, se han disputado 30 definiciones desde 1994. De ellas, en 11 ocasiones resultó campeón el equipo ganador del Apertura y en 14 ocasiones el campeón del Clausura. La suma da 25, debido a que en 3 ocasiones el campeón ganó ambos torneos y en 2 ocasiones el campeón no ganó ninguno de los torneos cortos:
  - Nacional (1998), Danubio (2006/2007) y Peñarol (2024) fueron los únicos equipos en ganar los 2 torneos en la misma temporada.
  - Peñarol en 1997 y Nacional en 2020 se consagraron Campeones Uruguayos habiendo ganado únicamente la Tabla Anual y no un torneo corto.

- Desde la implementación de la "ventaja" para el ganador de la Tabla Anual en la definición por el Campeonato Uruguayo (desde 2003), se han disputado 18 definiciones por el título de Campeón Uruguayo y en 16 de ellas el campeón fue el equipo que había ganado la Tabla Anual, mientras que en 2 oportunidades el vencedor fue el equipo que partía sin ventaja (Nacional sobre Defensor en 2008-09 y Danubio sobre Wanderers en 2013-14).

### Tabla histórica Torneo Apertura
- Actualizado hasta la temporada 2020 inclusive. No se consideran partidos desempate, finales o playoffs. Se incluyen las sanciones por quita de puntos o puntos otorgados por tribunales. En la temporada 1994, hay varios clubes que figuran con menor puntaje que los puntos obtenidos en cancha, por lo que se presume que hubo sanciones, pero no está incluida esa información.[cita requerida]

| Pos. | Equipo               | Departamento | Part. | PJ  | PG  | PE | PP  | GF  | GC  | Dif. | Puntos | Sanc. | Títulos | Subtít. | División         |
| ---- | -------------------- | ------------ | ----- | --- | --- | -- | --- | --- | --- | ---- | ------ | ----- | ------- | ------- | ---------------- |
| 1    | Nacional             | Montevideo   | 26    | 359 | 239 | 68 | 52  | 726 | 339 | +387 | 767    | -12   | 12      | 5       | Primera División |
| 2    | Peñarol              | Montevideo   | 26    | 359 | 198 | 88 | 73  | 682 | 390 | +292 | 664    | -9    | 5       | 5       | Primera División |
| 3    | Defensor Sporting    | Montevideo   | 26    | 359 | 183 | 89 | 87  | 621 | 421 | +200 | 631    |       | 4       | 4       | Primera División |
| 4    | Danubio              | Montevideo   | 26    | 359 | 166 | 88 | 105 | 562 | 423 | +139 | 586    | +2    | 3       | 4       | Primera División |
| 5    | Montevideo Wanderers | Montevideo   | 24    | 328 | 125 | 88 | 115 | 457 | 445 | +12  | 457    |       | -       | -       | Primera División |
| 6    | River Plate          | Montevideo   | 23    | 332 | 118 | 95 | 119 | 485 | 471 | +14  | 444    |       | -       | 2       | Primera División |
| 7    | Liverpool            | Montevideo   | 23    | 326 | 111 | 95 | 120 | 410 | 444 | -34  | 427    | +2    | -       | 2       | Primera División |
| 8    | Cerro                | Montevideo   | 21    | 306 | 107 | 83 | 116 | 390 | 418 | -28  | 394    | -5    | -       | -       | Primera División |
| 9    | Fénix                | Montevideo   | 17    | 241 | 77  | 64 | 100 | 341 | 357 | -16  | 295    |       | -       | 1       | Segunda División |
| 10   | Rampla Juniors       | Montevideo   | 17    | 238 | 71  | 63 | 108 | 267 | 362 | -95  | 270    |       | -       | -       | Segunda División |

### Tabla histórica Torneo Intermedio
- Actualizado hasta la temporada 2022 inclusive. No se consideran partidos desempate, finales o playoffs[cita requerida]

| Pos. | Equipo                 | Departamento | Part. | PJ | PG | PE | PP | GF | GC | Dif. | Puntos | Sanc. | Títulos | Subtít. | División         |
| ---- | ---------------------- | ------------ | ----- | -- | -- | -- | -- | -- | -- | ---- | ------ | ----- | ------- | ------- | ---------------- |
| 1    | Nacional               | Montevideo   | 5     | 35 | 26 | 6  | 3  | 74 | 23 | +51  | 84     | -     | 5       | -       | Primera División |
| 2    | Peñarol                | Montevideo   | 5     | 34 | 18 | 6  | 10 | 73 | 41 | +32  | 60     | -     | -       | 1       | Primera División |
| 3    | Montevideo Wanderers   | Montevideo   | 5     | 35 | 17 | 7  | 11 | 50 | 44 | +6   | 58     | -     | -       | 1       | Primera División |
| 4    | Liverpool              | Montevideo   | 5     | 35 | 16 | 9  | 10 | 60 | 44 | +16  | 57     | -     | 2       | 1       | Primera División |
| 5    | Defensor Sporting      | Montevideo   | 5     | 34 | 14 | 9  | 11 | 46 | 45 | +1   | 51     | -     | -       | 2       | Primera División |
| 6    | River Plate            | Montevideo   | 5     | 34 | 12 | 13 | 9  | 38 | 37 | +1   | 49     | -     | -       | 1       | Primera División |
| 7    | Fénix                  | Montevideo   | 5     | 35 | 11 | 9  | 15 | 33 | 44 | -11  | 42     | -     | -       | -       | Segunda División |
| 8    | Cerro Largo            | Cerro Largo  | 3     | 21 | 9  | 8  | 4  | 23 | 14 | +9   | 35     | -     | -       | -       | Primera División |
| 9    | Boston River           | Montevideo   | 4     | 28 | 9  | 8  | 11 | 28 | 33 | -5   | 35     | -     | -       | -       | Primera División |
| 10   | Montevideo City Torque | Montevideo   | 3     | 20 | 10 | 3  | 7  | 33 | 24 | +9   | 33     | -     | -       | 1       | Primera División |

### Tabla histórica Torneo Clausura
- Actualizado hasta la temporada 2020 inclusive. No se consideran partidos desempate, finales o playoffs. Se incluyen las sanciones por quita de puntos o puntos otorgados por tribunales. En la temporada 1994, hay varios clubes que figuran con menor puntaje que los puntos obtenidos en cancha, por lo que se presume que hubo sanciones, pero no está incluida esa información.[cita requerida]

| Pos. | Equipo | Departamento | Part. | PJ | PG | PE | PP | GF | GC | Dif. | Puntos | Sanc. | Títulos | Subtít. | División |
| ---- | ------ | ------------ | ----- | -- | -- | -- | -- | -- | -- | ---- | ------ | ----- | ------- | ------- | -------- |
| 1    |        |              |       |    |    |    |    |    |    |      |        |       |         |         |          |
| 2    |        |              |       |    |    |    |    |    |    |      |        |       |         |         |          |
| 3    |        |              |       |    |    |    |    |    |    |      |        |       |         |         |          |
| 4    |        |              |       |    |    |    |    |    |    |      |        |       |         |         |          |
| 5    |        |              |       |    |    |    |    |    |    |      |        |       |         |         |          |
| 6    |        |              |       |    |    |    |    |    |    |      |        |       |         |         |          |
| 7    |        |              |       |    |    |    |    |    |    |      |        |       |         |         |          |
| 8    |        |              |       |    |    |    |    |    |    |      |        |       |         |         |          |
| 9    |        |              |       |    |    |    |    |    |    |      |        |       |         |         |          |
| 10   |        |              |       |    |    |    |    |    |    |      |        |       |         |         |          |